# Gabriel Ríos
Pour les articles homonymes, voir Rios.
 (mai 2017).
Si vous disposez d'ouvrages ou d'articles de référence ou si vous connaissez des sites web de qualité traitant du thème abordé ici, merci de compléter l'article en donnant les références utiles à sa vérifiabilité et en les liant à la section « Notes et références ».
Gabriel Ríos est un musicien et un chanteur belgo-portoricain né en 1978 à San Juan.
Il a pour particularité d'allier de façon expérimentale la musique latine, le folk, le hip-hop et la salsa.

## Biographie
Enfant, son père lui apprend à jouer de la guitare, et il fait également partie de la chorale d'une église[style à revoir]. Lorsqu'il finit le lycée[évasif], en 1996, il s'installe à Gand, en Belgique. Il a aussi vécu un petit moment à Los Angeles.
En Belgique, il rejoint une Académie d'art et décide de devenir musicien, bien qu'encore désireux de devenir peintre. Il commence un groupe, The Nothing Bastards, et quelques années plus tard, il en commence un nouveau, d'inspiration plus latino, L. Santo. Alas! Son premier album solo, Ghostboy, est enregistré en 2004, suivi de l'album live En vivo enregistré un an plus tard.
En 2020, son père commence à souffrir de la maladie d'Alzheimer. Flore (2021), le cinquième album studio de Gabriel Ríos, est un hymne à la musique d'Amérique latine et des Caraïbes. Plus précisément, il s'agit de chansons qui remontent à la jeunesse de son père et de son grand-père. Il s'agit d'une concoction enivrante, à la fois nostalgique et iconoclaste, qui redécouvre un hémisphère musical que Rios a quitté il y a vingt ans en quittant Porto Rico pour l'Europe. C'est un album latin réalisé dans l'isolement et l'exil, non seulement parce qu'il a vu le jour pendant la pandémie de Covid-19, mais aussi parce qu'il permet à Ríos de regarder de loin, peut-être pour la première fois, ce qui reste de son passé et de ses racines.

## Discographie
- 2004 : Ghostboy
- 2005 : En vivo (live)
- 2007 : Angelhead
- 2010 : The Dangerous Return
- 2011 : Two Compilations'
- 2014 : This Marauder's Midnight
- 2021 : Flore
- 2024 : Playa negra